# 社会 (2ちゃんねる・5ちゃんねるカテゴリ)
社会（しゃかい）は、匿名掲示板2ちゃんねる（2ちゃんねる (2ch.net)、2ちゃんねる (2ch.sc)、5ちゃんねる）のカテゴリの1つである。

## 概要
- 社会全般に関する話題を話す板をまとめている。なお、社会学は学問・文系カテゴリである。

## 歴史
- 1999年6月12日 現就職板新設(当時は就職･転職板)
- 1999年9月 マスコミ板・ボランティア板新設
- 1999年10月2日 現環境・電力板新設(当時は原子力板)
- 1999年10月26日 社会・世評板新設
- 2000年2月3日 運輸・交通板新設
- 2000年3月15日 警察板新設
- 2000年4月12日 地方自治知事板新設
- 2000年5月8日 少年犯罪板新設
- 2000年5月27日 男性論・女性論板新設
- 2000年8月24日 自然災害板新設
- 2001年1月11日 転職板新設
- 2001年1月23日 郵便・郵政板新設
- 2001年4月13日 生涯学習板新設
- 2001年6月19日 通信行政板新設
- 2004年8月11日 介護・福祉板･ハンディキャップ板新設
- 2004年11月6日 ハンディキャップ板のカテゴリを心と身体に変更
- 2005年8月8日 政治家語録板新設
- 2006年1月13日 河川・ダム等板新設
- 2006年8月19日 裁判・司法板新設
- 2007年11月28日 ふるさと納税板新設
- 2008年8月31日 裁判員制度板･道路・高速道路板新設
- 2008年12月8日 消防救急防災板･都市計画板新設
- 2011年11月17日 エネルギー板新設

## 掲示板
28個の板からなる（2023年5月現在）。

### COVID-19板
新型コロナウイルス感染症 (2019年) に関する話題を扱う板。
2020年に新設されたが、既に新型感染症板が存在しているため話題が重複している。

### マスコミ板
略称は「マス板」。新聞や論壇誌、テレビなどマスコミ・ジャーナリズムに関する話題を扱う板である。主に活字メディアを対象且つ重視したマスコミ批評を行っており、特に朝日新聞の報道姿勢や記事内容を「アカヒ」と揶揄し、批判するスレッド・書き込みが多い。朝日新聞の記事に対する反応は日々細部まで素早く行われており、実際には朝日新聞を購読している板利用者が多いとみられる。2001年4月11日にハングル板にて誕生した「アサピー」というAAキャラクターが移入され、AAスレとして存続しているほか、朝日新聞の伝説的不祥事「朝日新聞珊瑚記事捏造事件」や、「アジア的な優しさ」「1発だけなら誤射かもしれない」などの「名文句」は語り草となっており、ネタとして使用される。また朝日新聞や中日新聞（東京新聞）など左派系新聞や地方紙の読者投稿欄には常軌を逸した内容の投書が多く掲載されていることが注目され、新聞が「名もなき一市民」を装った読者投稿を掲載し、読者投稿欄を用いて世論誘導を企てている疑いもあるとの板利用者共通の認識から、そのような投書や投稿者の素性を検証する「朝日の基地外投稿」スレッドがシリーズ化している。更にそれらをネタ化し、いかにも朝日新聞の投書欄に載っていそうな読者投稿も製作されるようになり、ついには「朝日のような基地外投稿【ネタ専門】」スレッドも立てられた。2002年12月23日付け朝日新聞の読者投稿欄「声」にサッカーのテレビ中継に関する「サッカー中継 韓国リーグも」と題する投書が掲載された「赤井邦道」（赤い報道）なる投稿者は、この「朝日のような基地外投稿【ネタ専門】」スレッドにおいてネタ投稿を同名義で書き込んでいた。「赤井邦道」の投書を採用した朝日新聞が2ちゃんねらーに「釣られた」形となり、朝日新聞に批判的な一部週刊誌が2ちゃんねると絡めて取り上げたため、「声」編集担当者が釈明する騒ぎとなった。またこれより先の同年6月13日には沖縄タイムスの読者投稿欄「あしびなー」に2002 FIFAワールドカップに関する「宇津田史郎」（鬱だ氏のう）なる人物の「感動を呼んだＷ杯サッカー日本代表ティームの戦いぶり」と題する投書、同年7月4日には同じく沖縄タイムスの読者投稿欄「あしびなー」に2002 FIFAワールドカップに関する「根田覚」（ネタ書く）なる人物の「日本の健闘と韓国の躍進に燃えたＷ杯」と題する投書が掲載されている。「宇津田史郎」の投書は「朝日の基地外投稿　第２7面」スレッドにおいて2002年6月5日に「ネタ投稿」として「２点は入れすぎ　専守防衛精神で」と題し同名義で書き込まれたもの であるが、それを書き込んだ本人あるいは何者かが一部改変し沖縄タイムスに投稿したものと見られ、沖縄タイムス側がそうとは知らずにそのまま掲載した模様であった。いずれもサッカーを題材にしていることから、「宇津田史郎」・「根田覚」についても「赤井邦道」によるものか、「赤井邦道」同様のネタ職人投稿者によるものとされるが定かではない。この他2003年1月24日付け毎日新聞の読者投稿欄に掲載された「山崎 渉」なる投稿者による「犯罪予備軍のように言うのは人権問題」と題する投書など、ネタ投稿と思われる投書はその後も現れている。なお「赤井邦道」騒動後も朝日新聞では自粛等はせず、子飼いの常連投稿者や活動家と見られる人物らによるネタを更に上回る内容の「本物」を掲載し続け、ネットに対する大新聞の意地を見せている。沖縄タイムスにはネタ投稿と思われる2ちゃんねる内で左派を揶揄する際によく用いられる言い回しが混ざったいささか不自然な投書が散見されるが、同紙は特に疑いもせず（あるいはネタと分かっても）採用しているようであり、「宇津田史郎」・「根田覚」の投書についても同紙web版に数年にわたってそのまま掲載していた。
この板が対象とする日本の論壇は1980年代末期から左派・リベラル派の退潮が決定的となり、1990年代に入ると右派・保守派が大きく優位に立っていた。左派・リベラル派はネットに活路を見出し、当初ネット社会全体は活字メディアに比べれば左派・リベラル的な意見が多い雰囲気が維持されていた。開設当初の2ちゃんねるもこうした状況の影響を受けており、まだ各板に細分化されていなかったニュース速報板やニュース議論板においても左派・リベラル派の主張に沿った書き込みが多い傾向にあった。しかしこの板はネット社会ではなく板が対象とする日本の論壇の動向の影響を受けているため、開設時期が古い板でありながらも当初から西部邁・西尾幹二・江藤淳・小室直樹・谷沢永一・渡部昇一・山崎正和・中西輝政・佐伯啓思・福田和也といった右派・保守派論壇人の主張に肯定的な書き込みが圧倒的に多く、独自の傾向を示していた。論壇において左派・リベラル派がほぼ壊滅した2000年代以降になると、主に親米・反米などを巡って右派・保守派論壇人同士が対立するようになるが、この板でも同様の議論が起こり、右派・保守派論壇人からの評価が割れている小林よしのりについてはこの板でも評価が割れている、といった具合である。論壇誌側も反応を示しており、『諸君!』（休刊）の連載「麹町電網（インターネット）測候所」は、ほぼ毎号2ちゃんねるの書き込みを中心にした内容となっていた。
その後2002年前後からネット社会に「ネット右翼」と呼ばれる主張や嫌韓・反中といった反応が一気に拡大するに至る。ある意味においてこの板と同じような意見がネット社会全体に広がり、ネット社会全体の「右傾化」が指摘されるようになるが、この板の利用者は日本の論壇の動向と軌を一にし、論壇人の主張に関心を持つ傾向があるため、「ネット右翼」などの流れとは一線を画している。自民党総裁選において有権者受けを狙って田中眞紀子を起用したり、2005年の「郵政解散」など、自民党でありながらマスコミを用いた大衆扇動型の政治手法を取った小泉純一郎首相による一連の「小泉劇場」については、大衆社会批判の観点から否定的な考えを示す右派・保守派論壇人が多かったため、この板においても「このようなやり方では自民党の党是である憲法改正などは成就しない」等と突き放したような見方をする書き込みが多かった。また2009年に「政権交代」「子ども手当」「高速道路無料」「最低でも県外」等とマスコミを使って有権者を煽る小泉首相と同様の手法によって政権の座についた民主党についても、「論外」「すぐ潰れる」等の反応ばかりで、極めて低い評価であった。
古くからある板であるため、時にマスコミの話題を書き込まずレッテル張りを生業とする「ウヨサヨ厨」に占拠され荒れることもたびたびであった。もともと所謂「読書人」的な「行動しない」利用者が多いと見られる板であり、ネット上でレッテル張り活動をする人々や「行動する保守」については概して冷淡である。ネット右翼や右派・保守的な主張に乗る形で行われていた2011年以降のフジテレビ抗議デモについても、「テレビはもともと低俗な扇動メディアであり、放送内容までいちいち議論するに値しない」「テレビは報道媒体としては新聞や論壇誌より格が低く、知識がない大衆を対象としている」「地上波民間放送局は無料であり、視聴者は何も負担していない以上、テレビ局にわざわざデモをするということ自体意味をなさない」といったむしろ批判的な反応が多く見られた。「赤井邦道」の例にみられるように、ネタを含めて文章を読んだり書いたりすることを重視している板であると言える。

### 少年犯罪板
少年犯罪に関する話題を扱う板。
正式名称は「少年犯罪＠2ch掲示板」である。略称は小藩板や少犯板。

#### 歴史
- 2000年5月4日　kitanetサーバーにて新設される。
- 2000年6月24日　サーバー移転。（kitanet→saki）
- 2001年11月5日　サーバー移転。（saki→news）
- 2002年12月12日　サーバー移転。（news→tmp）
- 2003年11月6日　サーバー移転。（tmp→tmp2）
- 2004年5月15日　サーバー移転。（tmp2→tmp3）
- 2004年7月3日　サーバー移転。（tmp3→tmp4）
- 2005年4月25日　サーバー移転。（tmp4→tmp5）
- 2006年2月1日　サーバー移転。（tmp5→tmp6）
- 2007年12月3日サーバー移転。（tmp6→tmp7）

### 自然災害板
自然災害に関する話題を扱う板。

### 消防救急防災板
消防・救急・防災に関する話題を扱う板。

### 男性論女性論板
性差別やジェンダー問題に関する内容を扱う板。
正式名称は「女性論、男性論、セクハラ＠2ちゃんねる掲示板」である。2ちゃんねる内では男女板、男女論板という略称で呼ばれている。2000年に社会板から隔離される形で分割された板である。

#### 歴史
- 2000年5月27日 社会板から隔離される形でtakoサーバーに分割される。
- 2000年8月25日 長寿スレ「非処女は中古」の1スレ目が立てられる。
- 2001年7月25日 nattoサーバーに移転。
- 2001年8月下旬 強制ID表示制を導入する。
- 2001年12月25日 loveサーバーに移転。
- 2002年4月24日 長寿スレ「結婚したがらない男が増えている」の1スレ目が立てられる。
- 2002年6月5日 名無し投稿時の名前を変更する。
- 2004年2月23日 love2サーバーに移転。
- 2004年5月6日 love3サーバーに移転。
- 2005年4月8日 1001表示を変更する。

### 議員・選挙板
公職の選挙や議員に関する話題を扱う板。
正式名称は「議員・選挙」。略称・通称は「議員板」、「選挙板」、「議選板」。
政界状況と選挙はリンクしているため、政界に関する話題も多く語られている。衆議院議員総選挙や参議院議員通常選挙の時には多くレスが集中する傾向がある。
地方政界の選挙（特に都道府県知事選挙）に関するスレや各地方ごとの国政選挙に関するスレもある。2ちゃんねるのルール上選挙速報の実況を行うことは禁止されている。

### 政治家語録板
政治家の言動に関する話題を扱う板。

### 警察板
警察に関する話題を扱う板。

### 裁判・司法板
裁判など司法に関する話題を扱う板。

### 裁判員制度板
裁判員制度に関する話題を扱う板。

### 社会・世評板
社会・世論などに関する話題を扱う板。

### 環境・電力板
電力会社や発電所、環境問題などに関する話題を扱う板。

### エネルギー板
エネルギー政策に関する話題を扱う板。

### 河川・ダム等板
川、ダム、ため池、堤防等の水路関係の話題を取り扱う板。AAの駄無が当スレのマスコットキャラとなっている。正式名称は「河川・湖沼・ダム＠2ch掲示板」。通称「ダム板」。創設当初は、釣り(見ている人を騙す)URLにこの板の適当なスレが選ばれる事が多々あった。

### 運輸・交通板
運輸会社、タクシー会社などの運輸や交通に関する話題を扱う板。正式名称は「運輸、交通＠2ch掲示板」。

#### 歴史
- 2000年2月3日 運輸・交通板として新設される。(jbbs.net)
- 2000年月日不明 サーバー移転。(jbbs.net→mentai)
- 2001年1月26日 サーバー移転。(mentai→salami)
- 2001年9月28日 サーバー移転。(salami→kaba)
- 2002年3月12日 サーバー移転。(kaba→natto)
- 2002年7月15日 サーバー移転。(natto→choco)
- 2003年1月17日 サーバー移転。(choco→society)
- 2004年5月27日 サーバー移転。(society→society2)
- 2004年6月26日 サーバー移転。(society2→society3)
- 2006年12月29日 サーバー移転。(society3→society4)
- 2007年1月26日 サーバー移転。(society4→society5)
- 2007年2月19日 サーバー移転。(society5→society6)
- 2010年8月2日 サーバー移転。(society6→kamome)

### 道路・高速道路板
道路・高速道路に関する話題を扱う板である。正式名称は「道路・高速道路＠2ch掲示板」である。

#### 歴史
- 2008年8月31日　新板要望により新設される。
- 2008年10月25日　住人投票により名前欄が「R774」に決定
- 2009年2月8日　1000レスAAが制定される
- 2010年7月31日 サーバー移転。(schiphol→yuzuru)

### 都市計画板
街作りや都市計画に関する話題を扱う板。

### 就職板
就職活動に関する情報収集の場として利用されているが、就職活動とはあまり関係のない雑談スレッドや全く関係のないスレッドも存在する。正式名称は「就職＠2ch掲示板」。

#### 歴史
- 1999年6月12日　就職・転職板として新設される。(ohayouサーバーにて)
- 1999年xx月xx日　サーバー移転。(ohayou.com→2ch.net)
- 2000年xx月xx日　サーバー移転。(2ch.net→tako)
- 2001年1月11日　転職板が分割される。
- 2001年11月13日　サーバー移転。(tako→natto)
- 2002年1月3日　サーバー移転。(natto→school)
- 2002年10月26日　サーバー移転。(school→cocoa)
- 2003年2月15日　サーバー移転。(cocoa→etc)
- 2004年5月11日　サーバー移転。(etc→money3)
- 2005年6月25日　サーバー移転。(money3→money4)
- 2007年1月19日　サーバー移転。(money4→money5)
- 2007年3月30日　サーバー移転。(money5→money6)

### 転職板
転職に関する話題を扱う板である。企業のスレッドのほかに、就職サイトや人材紹介会社に関するスレッドなどが存在する。転職活動に関する情報収集の場として利用されているが、転職活動とはあまり関係のない雑談スレッドや全く関係のないスレッドも存在する。正式名称は転職＠2ch掲示板。

#### 歴史
- 2001年1月11日 就職板から転職板が分割される。(cocoaサーバー)
- 2001年11月27日 サーバー移転。(cocoa→ton)
- 2002年5月4日 サーバー移転。(ton→school)
- 2002年12月20日 サーバー移転。(school→school2)
- 2004年5月22日 サーバー移転。(school2→school3)
- 2004年6月1日 サーバー移転。(school3→school4)
- 2005年6月24日 サーバー移転。(school4→school5)
- 2007年1月20日 サーバー移転。(school5→school6)
- 2007年4月9日 サーバー移転。(school6→school7)

### ボランティア板
ボランティアに関する話題を扱う板。

### 介護・福祉板
介護や社会保障などの福祉の問題を扱う板。

### 地方自治知事板
知事や自治体や地方分権などの地方自治に関する話題を扱う板である。

#### 歴史
- 2000年4月12日　新設される。(ohayou.comサーバー)
- 2000年11月5日　サーバー移転。(ohayou.com→salad)
- 2002年1月4日　サーバー移転。(salad→kaba)
- 2002年7月16日　サーバー移転。(kaba→choco)
- 2003年1月17日　サーバー移転。(choco→society)
- 2004年5月27日　サーバー移転。(society→society2)
- 2004年6月26日　サーバー移転。(society2→society3)

### ふるさと納税板
ふるさと納税等に関する話題を扱う板。

### 自衛隊板
自衛隊に関する話題を扱う板。陸・海・空三自衛隊の生活、人事、基地・駐屯地、装備等の話題を取り扱う。
特に各駐屯地･基地のスレや、訓練、食事などの生活ネタ関連のスレが多い他、記念式典イベント情報などの一般向けスレも存在する。

### 郵便・郵政板
郵便局や郵政に関する話題を扱う板。

### 生涯学習板
生涯学習に関する話題を扱う板。 

### 通信行政板
主に電話に関する話題を扱う板。